# Stefania Liberakakis
Stefania Liberakakis (grekiska: Στεφανία Λυμπερακάκη, Stefanía Lymperakáki), även känd som Stefania, född 17 december 2002 i Utrecht, är en grekisk-nederländsk sångerska, skådespelerska, röstskådespelerska och youtubare. Hon var tidigare medlem i tjejgruppen Kisses som representerade Nederländerna i Junior Eurovision Song Contest 2016 i Valletta. Hon representerade Grekland i Eurovision Song Contest 2020 med låten "Supergirl". Låten fick dock inte tävla på plats i Rotterdam eftersom 2020 års liveshower ställdes in på grund av coronavirusutbrottet 2019. Stefania tävlade istället i Eurovision Song Contest 2021 med en ny låt. 
Den nya låten som hon  framförde heter "Last Dance" som valdes av en jury utan publik. "Last Dance" hade premiär 10 mars med en musikvideo av Konstantinos Karydas. Låten har skrivits av Dimitris Kontopoulos, låtskrivarkollektivet ARCADE och Sharon Vaughn. Hon framförde låten i den andra semifinalen den 20 maj 2021 med startnummer fyra och tog sig till finalen, där låten slutade på tionde plats.